# Glenn Lord
Glenn Lord (Pelican, 17 novembre 1931 – Pasadena, 31 dicembre 2011) è stato un editore e curatore editoriale statunitense che trattò la pubblicazione della poesia e della prosa dello scrittore pulp Robert E. Howard.

## Biografia
Lord nacque nel 1931 a Pelican, nella parrocchia di De Soto, in Louisiana. Veterano della Guerra di Corea e responsabile di magazzino di una cartiera, scoprì le opere di Robert E. Howard nel 1951 attraverso la raccolta Skull-Face and Others edita da Arkham Books nel 1946. Messosi a recuperare le pubblicazioni arretrate, principalmente le riviste pulp degli anni '20 e '30 a partire dal 1956 iniziò a mettersi alla ricerca di ogni scritto di Howard: racconti, poesie lettere. Arrivò ad accumulare la più grande collezione al mondo di tali pubblicazioni e manoscritti originali (dattiloscritti per la precisione).
Lord divenne agente letterario per gli eredi di Howard intorno al marzo 1965 e ricoprì tale incarico per 28 anni e mezzo. Nel 1956 trovò un baule con decine di migliaia di pagine dattiloscritte dello scrittore texano, tra cui centinaio di inediti tra racconti, poesie e frammenti, posseduto fino a quel momento da un suo vecchio amico, Edgar Hoffmann Price. Questa scoperta unitamente ai recuperi che aveva fatto in precedenza permise di iniziare l'opera di divulgazione del materiale howardiano a cui lui stesso contribuì scrivendo introduzioni, post-fazioni e commenti oltre che come curatore anche non accreditato.
Il lavoro di Glenn fu intenso e coinvolse case editrici di piccole e grandi dimensioni con edizioni di diverse tirature e legature offrendo materiale anche a riviste amatoriali; lui stesso pubblicò a sue spese una rivista intitolata The Howard Collector tra gli anni '60 e '70. Cedette in licenza alla Marvel Comics i diritti per realizzare fumetti di Conan il Barbaro. Esportò i racconti di Howard anche fuori dagli Stati Uniti traducendoli in diverse lingue.
Non solo le opere, ma lo stesso Howard divenne oggetto di pubblicazioni come la sua prima biografia composta da Glenn Lord e intitolata The Last Celt: A Bio–Bibliography of Robert Ervin Howard (1976) e raccolte specifiche dedicate alle lettere dei suoi fitti rapporti epistolari.
Per la sua dedizione, i suoi successi e la sua borsa di studio, Lord ricevette il "World Fantasy Convention Award" nel 1978 e il "Lifetime Achievement Award" della rivista The Cimmerian nel 2005. L'anno successivo, fu ospite d'onore al festival Centennial Robert E. Howard Days nella città natale di Howard, Cross Plains, mentre nel 2007 fu ospite d'onore al PulpCon 36 a Dayton in Ohio; fu inoltre direttore emerito della Robert E. Howard Foundation.
Glenn visse con sua moglie, da cui ha avuto un figlio e una figlia, a Pasadena in Texas fino alla sua morte avvenuta nel dicembre 2011.

## Opere
- The Howard Collector 1–18, 1961–1973
- The Last Celt: A Bio–Bibliography of Robert Ervin Howard, Donald M. Grant, Publisher, Inc., 1976.